# Хјуго (Минесота)
Хјуго (енгл. Hugo) град је у америчкој савезној држави Минесота.

## Демографија
По попису из 2010. године број становника је 13.332, што је 6.969 (109,5%) становника више него 2000. године.
| Група             | 2000.         | 2010.          |
| Белци             | 6.116 (96,1%) | 12.191 (91,4%) |
| Афроамериканци    | 13 (0,2%)     | 105 (0,8%)     |
| Азијати           | 91 (1,4%)     | 465 (3,5%)     |
| Хиспаноамериканци | 86 (1,4%)     | 319 (2,4%)     |
| Укупно            | 6.363         | 13.332         |